# Kodak
Eastman Kodak Company (NYSE KODK) és una empresa multinacional fundada el 1892 als Estats Units que produeix material i equipament fotogràfic. Durant més de cent anys ha estat una empresa molt coneguda per les pel·lícules fotogràfiques i actualment està reorientant la seva activitat cap a dos principals mercats: la fotografia digital i la impressió digital.
Les seves oficines centrals són a Rochester, Nova York, als Estats Units.

## Història
Els orígens de Kodak tenen inici en les empreses Eastman Dry Plate Company, i General Aristo Company, fundades per l'inventor George Eastman i l'empresari Henry Strong a Rochester, i Jamestown (ambdues ciutats a l'estat de Nova York). La companyia Kodak va agafar el seu nom del primer rodet produït per l'Eastman Dry Plate Company, que rebia el nom de "Kodak" en la seva línia de producció. Les càmeres fotogràfiques tingueren un gran èxit i el nom de Kodak es va incorporar al nom de la companyia.
George Eastman va inscriure Kodak com a marca registrada el 4 de setembre de 1888. També va redactar aquest anunci publicitari: "Pitgeu el botó, que nosaltres farem la resta",

### Origen del nom
La lletra "K" era la preferida d'Eastman, a qui li semblava una lletra forta i incisiva. Ell i la seva mare crearen la paraula Kodak com un anagrama sota les premisses de ser curta, fàcil de pronunciar i no poder evocar res més que a la Kodak. David Houston, un fotògraf inventor que va vendre patents a Eastman, digué que s'havia inventat la paraula Kodak com a sobrenom del seu Estat natal Dakota del Nord (North Dakota= No Dak). Segons alguns historiadors, Eastman va fer la marca registrada de Kodak abans que Houston li vengués les patents.

### El canvi a digital
Encara que Kodak va desenvolupar una càmera digital l'any 1975, la primera d'aquest tipus, el producte va ser descartat per por a que amenacés el negoci de pel·lícula fotogràfica de Kodak. Als anys 1990, Kodak va planejar el canvi a la tecnologia digital en un període d'una dècada. El Director Executiu George M.C. Fisher es posà en contacte amb Microsoft i altres nous consumidors. Les càmeres digitals pioneres QuickTake d'Apple, introduïdes al 1994 portaven la marca d'Apple però eren produïdes per Kodak. La DC-20 i la DC-25 van ser llançades al mercat l'any 1996. De tota manera, en general, hi havia una mica d'implementació de la nova estratègia digital. La principal comesa de l'empresa de Kodak no va patir cap mena de pressió per part de les noves tecnologies competidores, ja que els executius de Kodak no podien imaginar-se un món sense la pel·lícula tradicional, quelcom que feia que obviessin aquest tema. A poc a poc, els consumidors van anar escollint les ofertes digitals d'altres companyies com Sony. Al 2001, la venta de pel·lícules va caure, fet que Kodak va atribuir als xocs financers causats pels atacs de l'11 de setembre. Els executius esperaven que Kodak pogués pausar el canvi a digital amb un màrqueting agressiu.
Amb el Director Executiu, Daniel Carp, successor de Fisher, Kodak va introduir-se en el mercat de la càmera digital amb la família EasyShare de càmeres digitals. Kodak va destinar molts recursos a estudiar el comportament dels clients, descobrint que a la dona, en particular, li agradava molt fer fotografies digitals però li frustrava haver-les de passar a l'ordinador. Aquesta insatisfacció per part del client, es va convertir en una oportunitat. Un cop Kodak va tenir el desenvolupament del producte iniciat, va llençar al mercat una sèrie de productes que facilitaven compartir fotografies a través dels ordinadors. Una de les claus de les seves innovacions va ser una impressora on els consumidors podien inserir les seves càmeres a un dispositiu compacte, pressionar un botó i mirar les seves fotografies. En el 2005, Kodak es posicionava com el número 1 als Estats Units en la venta de càmeres digitals, que havia augmentat un 40% ,5.7 bilions de dòlars (4.79 bilions d'euros).
Malgrat el gran creixement, Kodak no va saber veure amb suficient antelació la rapidesa en que les càmeres digitals es convertien en un producte de pocs beneficis a mesura que més companyies entraven al mercat cap a mitjans dels anys 2000. Al 2001 Kodak va ocupar el segon lloc als Estats Units en vendes de càmeres digitals (després de Sony) però va perdre 60 dòlars (50,4 euros) per cada càmera venuda, mentre hi havia una discussió entre els treballadors de la secció de digital i els de pel·lícula. El negoci de  les pel·lícules, on Kodak havia obtingut grans beneficis, va caure un 18% al 2005. El resultat de tot això va ser uns beneficis decebedors. La venta de càmeres digitals de Kodak poc temps després es va veure afectada per la venda a preus més baixos dels competidors asiàtics que podien produir els productes de manera més barata. Kodak tenia una quota de mercat del 27% el 1999 que va disminuir a un 15% el 2013. En el 2007, Kodak es trobava en la posició número 4 dels Estats Units de la venda de càmeres digitals i amb una quota del 9.6%. La quota va ser del 7% ocupant la setena posició després de Canon, Sony, Nikon, entre d'altres, segons l'empresa investigadora IDC. A més, un percentatge ben petit de fotografies digitals eren les que s'estaven fent amb càmeres digitals, que paulatinament van ser substituïdes per les càmeres dels telèfons mòbils i les tabletes.

### La rivalitat amb Fujifilm
El competidor japonès Fujifilm va entrar al mercat estatunidenc (a través de Fuji Photo Film U.S.A.) amb una pel·lícula i altres complements fotogràfics més barats que els que, en aquell moment, estava proporcionant Kodak. Tot i així, Kodak va creure que els consumidors americans no abandonarien mai la seva marca. Kodak va deixar passar l'oportunitat de convertir-se en la pel·lícula oficial dels Jocs Olímpics de Los Angeles del 1984 i va ser Fuji qui va guanyar aquests drets de patrocini, quelcom que li va atorgar un lloc permanent i segur en el mercat. Fuji va obrir una central als Estats Units i amb la seva forta reducció de preus i el seu màrqueting va començar a treure-li la quota de mercat a Kodak. Fuji va passar d'una quota de mercat del 10% a principis dels anys 1990 a una del 17% al 1997. Fuji també va fer grans progressos dins del mercat amb les pel·lícules transparents o les diapositives com Velvia i Provia, que van competir exitosament amb el producte de Kodak anomenat Kodachrome. Les de Fuji, però, utilitzaven les màquines processadores E-6 que eren més comuns, econòmiques i es trobaven a la majoria de laboratoris fotogràfics. En canvi, Kodachrome requeria unes maquines més especialitzades. Fujifilm de seguida va trobar també un marge competitiu en l'augment de la velocitat de les pel·lícules negatives amb un millor ajustament de l'estructura granular.
El maig del 1995, Kodak va presentar una petició al Departament de Comerç dels Estats Units sota l'article 301 de la Llei de Comerç, argumentant que el seu baix rendiment en el mercat Japonès era resultat directe de les practiques adoptades per Fuji. La queixa va ser supervisada per l'Organització Mundial del Comerç (OMC) però el 30 de gener de 1998, la OMC la va rebutjar. Els resultats financers de Kodak de finals de l'any 1997, mostren que els ingressos de la companyia havien baixat de 15.97 bilions de dòlars (13.42 bilions d'euros) al 1996 a 14.36 bilions de dòlars (12.07 bilions d'euros) al 1997, una caiguda de més del 10%. Els seus ingressos nets van anar de 1.29 bilions de dòlars (1bilió d'euros) a 5 milions de dòlars (4.20 milions d'euros) pel mateix període. La quota de mercat de Kodak va decaure d'un 80.1% a un 74.7% als Estats Units, una caiguda d'un 5%. Alguns observadors van senyalar que Kodak estava reaccionant lentament als canvis i que havia subestimat al seu rival.
Tot i que dels anys 1970 tant Fuji com Kodak van reconèixer la imminent amenaça de la fotografia digital i van utilitzar la diversificació com a estratègia de prevenció, Fuji va ser més exitosa alhora de diversificar.

## L'impacte de Kodak a la societat
En un inici, la fotografia només era accessible per a uns pocs, suposava un privilegi que només alguns podien optar. Posteriorment, van començar a sorgir els estudis fotogràfics, cosa que va fer que la gent comencés a tenir-hi més accés. Tot i així, la fotografia sempre anava a càrrec d'un professional. Va ser amb la invenció de Georgre Eastman i l'empresa que creà que la fotografia va començar a ser accessible per a tothom.
George Eastman va veure que la fotografia era una tècnica complicada, degut al cost i al treball que suposava i això impedia que es popularitzés. El 1888 George Eastman va treure al mercat la primera càmera Kodak, la Kodak Brownie. Aquesta era una càmera no gaire gran, portàtil i fàcilment manejable, de cent exposicions i contenia un manual que explicava com fer-la servir. Un cop fetes les fotografies el seu propietari portava la càmera a la fàbrica perquè es realitzés el processament de negatiu a positiu. La càmera era tornada al seu propietari llesta per tornar a ser utilitzada juntament amb les fotografies positivades. Amb l'aparició de la nova càmera de Eastman es va iniciar una etapa de massificació fotogràfica. Fins aquest moment les fotografies eren realitzades per professionals i era necessari anar a un estudi. Eastman va fer que la fotografia fos per a tothom, va adaptar-la a la gent creant una càmera que tenia un ús senzill però amb uns bons resultats. La càmera que va crear s'adaptava a les condicions de llum de la situació fotografiada. I només s'havia de clicar el botó. Per això l'eslògan de la campanya publicitària d'aquesta càmera era "Tu cliques el botó, nosaltres fem la resta". Es van vendre milions de càmeres. D'aquesta manera és com es va iniciar aquesta nova etapa fotogràfica, la etapa popular. A més dels fotògrafs professionals que hi havia hagut fins llavors, van sorgir els fotògrafs aficionats. La fotografia va començar a ser un testimoni de la vida quotidiana, de l'entorn social i familiar.
Es va començar a fotografiar allò que era efímer, que desapareixeria o es transformaria amb el pas del temps. Una de les utilitats que va començar a tenir la fotografia era la familiar. Per exemple, moltes famílies van començar a comprar-se càmeres amb el naixement d'un fill per retratar i fixar els primers moments d'aquest. Aquest fet va possibilitar per una banda, que familiars que vivien lluny els uns dels altres, poguessin veure a través de les fotografies aquells moments on no havien pogut ser-hi. Per altra banda, va fer possible que les generacions posteriors poguessin veure moments i retrats del passat. D'aquesta manera, va anar possibilitant la reconstrucció de l'arbre genealògic icònic que aportava diversos aspectes dels avantpassats que l'arbre genealògic tradicional no aportava, ja que només eren els noms. Per tant, el fet de tenir retrats va deixar de ser una cosa reservada als personatges públics més importants, la fotografia va suposar una vulgarització del retrat. La fotografia es va anar convertint en una transferència de la realitat. Es fotografiaven rituals socials o bons moments (àlbum familiar).
Tot i que, com s'ha dit anteriorment, amb la popularització de la fotografia aquesta va començar a ser un testimoni de la vida quotidiana; s'ha de dir també que la fotografia domèstica, moltes vegades, va estar lligada als rituals socials com els casaments, comunions, festes i poques vegades es fotografiava la vida diària. Això és perquè aquesta recordava als moments d'avorriment i de treball, cosa que era millor oblidar. Això fa que els moments plasmats fossin únicament els bons i importants. Un exemple clar són els casaments, on es creà tot un ritual fotogràfic al voltant d'aquests.
Una altra utilitat que va més enllà de la familiar va ser l'estètica. Generalment eren fotògrafs aficionats apassionats per la fotografia que volien reflectir una estètica. A aquests fotògrafs no els atreia la fotografia familiar, ja que ells no n'eren els protagonistes. Com explica Pierre Bourdieu, aquests fotògrafs acostumaven a ser solters, joves o de famílies sense fills.
El fet que la fotografia comencés a ser accessible a tothom va fer que gent d'àmbits i entorns socials molt diferents fes fotografies. Entre les zones rurals i urbanes hi van haver clares diferències pel que fa a l'ús de la càmera i a la postura de la gent que hi sortia. Las diferències existents eren marcades, bàsicament, per la desigualtats econòmiques i culturals. La gent de les zones rurals entenia la fotografia com una cosa dedicada a les classes més altes que disposaven d'un salari fix i més temps lliure. Mentre que a les zones urbanes, moltes vegades, qui realitzava les fotografies era algun component de la família; a les zones rurals, generalment, s'encarregava a algú extern al grup perquè fes les fotografies. Una altra diferència, era la no naturalitat que presentaven la fotografies de la zona rural. Aquestes mostraven les persones de manera rígida, fixa, sempre seguint una mateixa manera de fotografiar. En canvi, a les zones urbanes les fotografies tenien més moviment i eren més espontànies. Això és perquè a la zona rural estaven més lligats a unes tradicions i convencions antigues i presentaven unes conductes més estereotipades i arcaiques. A diferència de les zones urbanes on l'imprevist, l'espontaneïtat i la informalitat estava més acceptada.

## Contribucions al cinema
George Eastman va ajudar a la popularització de la pel·lícula fotogràfica, que l'any 1891 seria adaptada al cinema per Thomas Edison. Tanmateix, Edison li va aplicar unes perforacions a les bandes per millorar la subjecció al rotlle. Més tard, quan Edison va voler prendre control de tota la indústria cinematogràfica, va voler patentar la invenció però només va aconseguir fer-ho amb els forats, ja que va ser Eastman l'inventor de la pel·lícula. Edison va iniciar així l'anomenada Guerra de patents l'any 1897 i va acabar a l'any 1918 amd la il·legalització la Motion Picture Patents Company (MPPC) d'Edison.

## Productes
- Pel·lícules fotogràfiques: n'és el principal proveïdor mundial tant per a fotografia com per a cinema.
- Impressió fotogràfica: és el principal productor de paper fotogràfic i té 80.000 botigues d'impressió a tot el món.[14]
- Càmeres amb pel·lícula: El 13 de gener de 2004 Kodak va anunciar que deixava de fer càmeres fotogràfiques tradicionals però en va continuar venent en alguns països en desenvolupament.[15] i es va centrar en les càmeres digitals.
- Càmeres digitals
- Càmeres instanànies
- Impressores de fotos
- Escàners de pel·lícula
- Projectors portàtils
- Etc.

La majoria de les primeres càmeres digitals de la Kodak van ser manufacturades per la companyia japonesa Chinon; el 2004 Kodak Japan adquirí Chinon, i molts dels seus enginyers i dissenyadors van passar a formar part de Kodak Japan. El juliol de 2006 Kodak va anunciar que Flextronics fabricaria i ajudaria a dissenyar les seves càmeres digitals.
Actualment, Kodak distribueix una varietat molt àmplia de productes, que abarca des de l’àmbit fotogràfic fins al àmbit del lifestyle amb productes com auriculars, puzzles, ulleres, etc.

## Compromís amb el medi ambient
L’any 2017 la companyia Kodak va emetre el Kodak Corporate Responsibility Report, un document en que anuncien les noves fites i estratègies de la companyia per donar un gir sostenible amb el mediambient i amb la societat.
Entre els nous projectes, Kodak va presentar una sèrie d’innovacions tecnològiques encarades a crear una era de la impressió eco-eficient mitjançant el constant desenvolupament de projectes com el Kodak SONORA Process Free Plates, el sistema CTP, el desenvolupament de tintes d’impressió de base d’aigua, etc.

### Kodak SONORA Process Free Plates[16]
L’any 2018, la companyia Kodak va desenvolupar Kodak SONORA Process Free Plates, una alternativa ecològica a les plaques d’impressions que utilitzen químics i aigua. Kodak va ser la primera companyia en comercialitzar aquest tipus de plaques, tant per la seva reducció del consum energètic i de l’aigua, com pel fet que no suposen una variació en el procés d’impressió, si més no, redueixen el temps i el cost de premsa. Al llarg d’aquests últims anys, aquest negoci ha augmentat un 116% gràcies als beneficis mediambientals i econòmics que ha suposat l'adopció d’aquest procés en les impressores.
Els beneficis medioambientals del SONORA Process Free Plates són multiplicats quan les plaques SONORA s'emparellen amb la tecnologia de Kodak CTP. Els sistemes CTP permeten que les imatges s'imprimeixin directament desde l’ordinador a la placa, reduint així els residus, doncs no es requereis cap pel·lícula com a pas intermedi. Aquests sistemes utilitzen un 95% d’energia ments que altres plataformes alternatives.
Les plaques SONORA són la peça central de l’oferta de productes sostenibles de Kodak. En lloc del procés tradicional en què una planxa passa a través d'equips de processament que contenen una solució de revelador, productes químics i aigua per establir la imatge, les plaques SONORA permeten a les impressores establir la imatge a la planxa i després passar directament a la premsa. És un enfocament molt més respectuós amb el medi ambient que elimina tots els productes químics de processament, l'aigua i l'excés d'energia i residus del procés d'elaboració de plaques.
Les plaques sense procés SONORA XTRA de nova generació, presentades el 2021, ofereixen velocitats d'imatge encara més ràpides, un contrast d'imatge notablement millorat i un maneig més robust. Aquestes noves millores obren la porta perquè encara més del mercat de la compensació es faci sense processos. Avui, els productes SONORA estan utilitzats per més de 5.000 impressores a tot el món.
Resumidament, els avantatges que les plaques SONORA presenten són: la reducció del de resiudes i del consum d’energia, i l’eliminació dels components químics abans emprats i la necessitat d’aigua pel procés.
La companyia Kodak estima que mitjançant el reemplaçament de les plaques processades per plaques SONORA es podria salvar la indústria d’impremta sencera: 3.3 M de litres de desenvolupador de plaques a l’any, 24M kWh d’electricitat a l’any, i 507M de llitres d’aigua a l’any.

## Personatges notables

### Direcció
| Nom                 | Títol                          | Ocupació                             |
| ------------------- | ------------------------------ | ------------------------------------ |
| Henry A. Strong     | President                      | 1884 – Juliol 26, 1919               |
| George Eastman      | President                      | 1921 – Abril 7, 1925                 |
| William G. Stuber   | President                      | 1925–1934                            |
| Frank W. Lovejoy    | President                      | 1934–1941                            |
| Thomas J. Hargrave  | President                      | 1941–1952                            |
| Albert K. Chapman   | President                      | 1952–1960                            |
| William S. Vaughn   | President i CEO                | 1960 – Desembre 31, 1968             |
| Louis K. Eilers     | President i CEO                | Enero 1, 1969 – Maig 17, 1972        |
| Gerald B. Zornow    | President i després "Chairman" | 1970–1984                            |
| Walter A. Fallon    | President i CEO                | Maig 18, 1972 – 1983                 |
| Colby H. Chandler   | CEO                            | Maig 1983 – Juny1990                 |
| Kay R. Whitmore     | CEO                            | Juny 1990 – Octubre 27, 1993         |
| George M. C. Fisher | CEO                            | Octubre 28, 1993 – Desembre 31, 1999 |
| Daniel A. Carp      | CEO                            | Gener 1, 2000 – Maig 31, 2005        |
| Antonio M. Pérez    | "Chairman" i CEO               | Juny 1, 2005 – 2014                  |
| Jeff Clarke         | CEO                            | Març 12, 2014 – Febrer 21, 2019      |
| Jim Continenza      | "Executive Chairman"           | Febrer 21, 2019 – Actualitat         |

### Científics
- Bryce Bayer, científic del color (1929–2012)
- Harry Coover, químic de polímer (1917–2011)
- F. J. Duarte, físic laser i autor (left in 2006)
- Max Herzberger, matemàtic i òptic (1889-1981)
- Loyd A. Jones, físic de camuflatge (1884–1954)
- Maurice Loyal Huggins, científic de polímer (1897–1981)
- Rudolf Kingslake, dissenyador òptic (1903–2003)
- David MacAdam, científic del color (1910–1998)
- Kenneth Mees, científic de pel·lícula i fundador dels laboratoris d'investigació (1882–1960)
- Perley G. Nutting, físic i fundador de OSA (1873–1949)
- Steven Sasson, enginyer elèctric
- Steven Van Slyke, científic de OLED (left in 2010)
- Warren J. Smith, enginyer òptic (1922–2008)
- Ching W. Tang, científic de OLED (left in 2006)
- Arthur Widmer, pioner de la pel·lícula d'efectos especials i premiat per l'Academia d'Arts i Ciències Cinematogràfiques (1914–2006)

### Fotògrafs
- Jeannette Klute, fotògraf d'investigació (1918–2009)